# グランド・キャニオン・ビレッジ

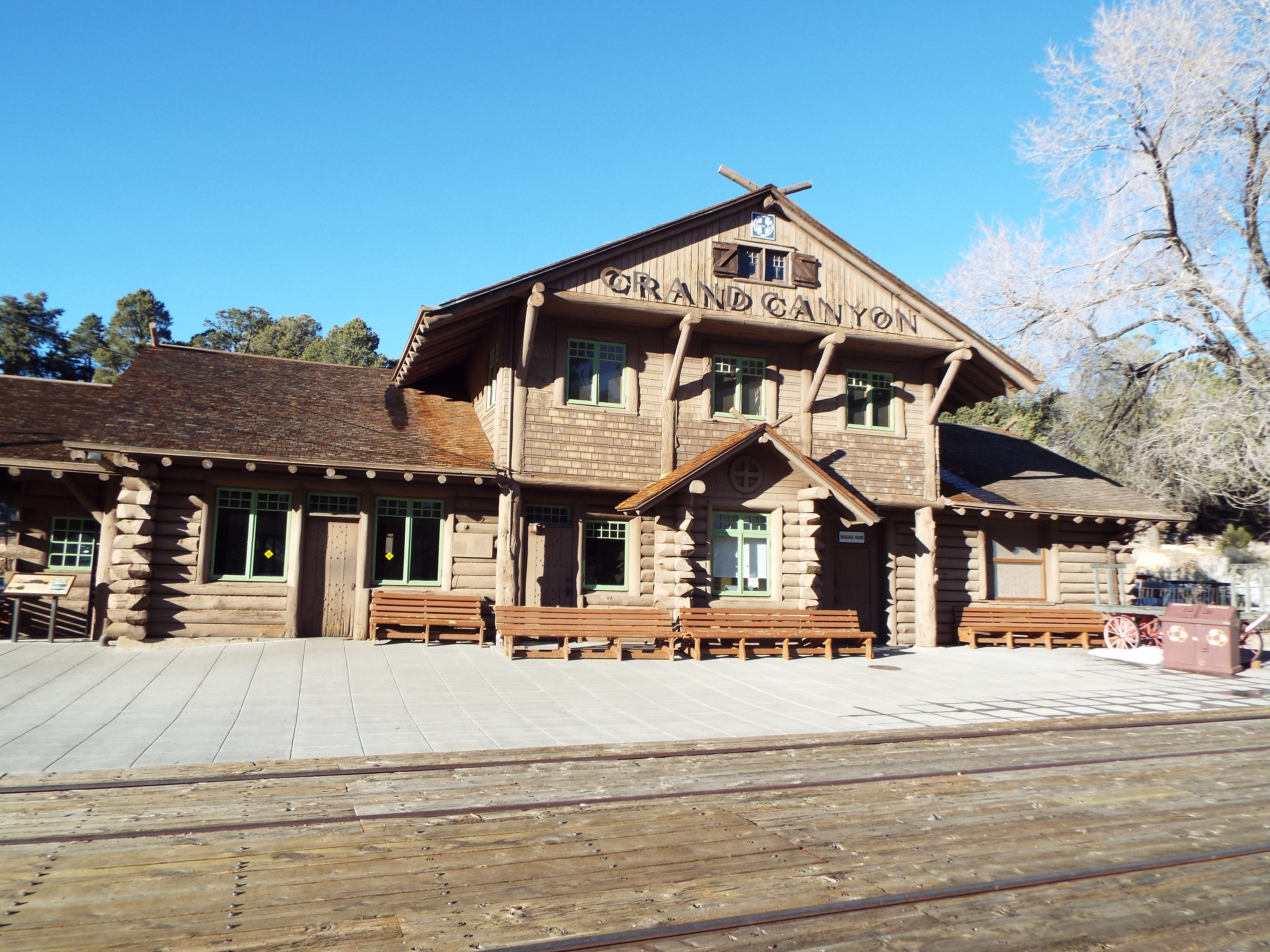
グランド・キャニオン鉄道駅（アメリカ合衆国国定歴史建造物）

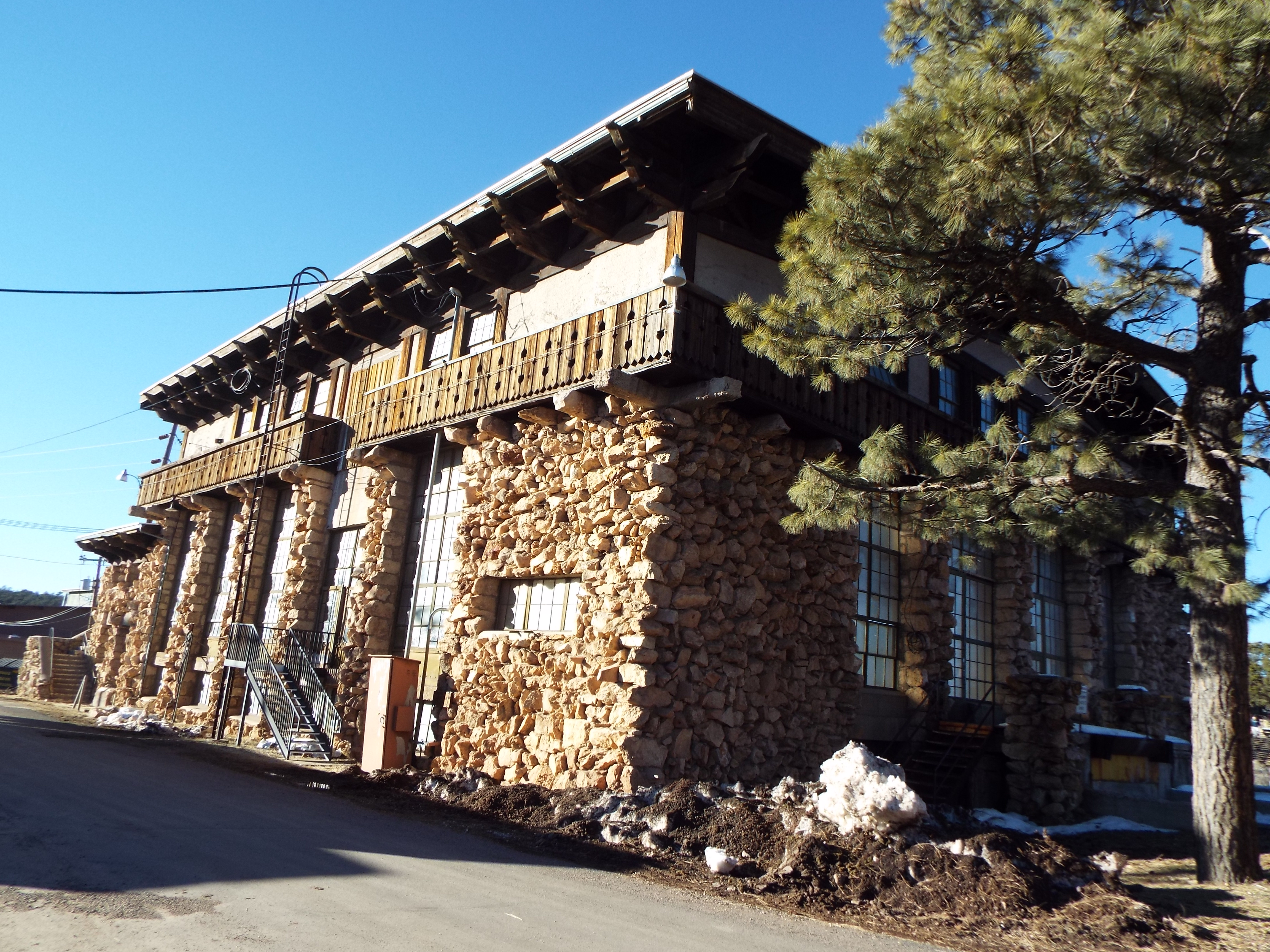
グランド・キャニオン電力供給所（アメリカ合衆国国定歴史建造物）

グランド・キャニオン・ビレッジ（英語: Grand Canyon Village）は、アメリカ合衆国コロラド州ココニノ郡のグランド・キャニオンのサウス・リム（South Rim）にある国勢調査指定地域（CDP）である。2010年の国勢調査では、その人口は2,004人であった。 グランド・キャニオン国立公園に位置し、この峡谷を訪れる観光客を収容することに完全に焦点を当てている。
村の起源は1901年に、サンタフェ鉄道によってウィリアムズからグランド・キャニオンのサウスリムにまで完成した鉄道にさかのぼる。現在使用されている建造物の多くは、その時代のものである。村には数多くのランドマーク的な建物があり、その歴史的中心部はアメリカ合衆国国定歴史建造物地区であり、町のデザインは卓越したものになっている。

## 参照項目
- グランド・キャニオンの観光
- グランド・キャニオン国立公園